# 鱼峰区
鱼峰区是中国广西壮族自治区柳州市所辖的一个市辖区。区人民政府駐麒麟街道静兰路10号。
2020年中国南方水灾期间，鱼峰区雒容镇雒容市场一片汪洋，淹至店面一半。

## 行政区划
鱼峰区下辖8个街道办事处、4个镇：
天马街道、驾鹤街道、箭盘山街道、五里亭街道、荣军街道、白莲街道、麒麟街道、阳和街道、雒容镇、洛埠镇、里雍镇和白沙镇。

## 人口
根据(广西壮族自治区)柳州市第七次全国人口普查主要数据公报显示：鱼峰区常住人口为668961人，男性占比52.39%，女性占比47.61%，年龄结构中0-14岁占比16.66%，15-59岁占比69.42%，60岁以上占比13.91%，65岁以上占比9.64%。

## 交通

### 公路
- 梧柳高速、 泉南高速、 汕昆高速、 209国道、 322国道

## 风景名胜
- 白蓮洞遺址
- 鯉魚嘴遺址
- 柳州工业博物馆